# Hendricks Park
El Parque Hendricks (en inglés : Hendricks Park) es un parque de 78 acres (320,000 m²) en las cercanías (1 milla) del campus de la Universidad de Oregón, con un bosque maduro, un jardín de rhododendron de 12 acres (4.9 hectáreas ), y un jardín de plantas nativas, en Eugene, Oregón, Estados Unidos. 

## Historia
En 1997, la ciudad de Eugene respondió a las preocupaciones de los vecinos del parque en su límite del este ante los árboles potencialmente peligrosos de caer derribados por el viento para que fueran cortados. 
Cuando otros residentes y amantes de los árboles próximos del parque se opusieron, la administración de la ciudad paralizó la tala de árboles y formó a un comité para estudiar la solución. Como resultado del trabajo del comité, la concejal de la ciudad Laurie Swanson-Gribscov pudo persuadir al consejo de librar hasta $50.000 para un plan de gestión de largo alcance para los árboles y bosque de Hendricks Park.
En el año 2000, el Ayuntamiento decretó el plan de gestión del bosque del parque de Hendricks. Con su puesta en práctica, el personal del parque ha trabajado en cooperación con los amigos del parque de Hendricks « Friends of Hendricks Park » y otros voluntarios de la comunidad para ayudar a conseguir un bosque sano, resistente, y sostenible. 

## Colecciones
El valor del parque es su bosque de árboles maduros, al que hay que añadir:
- Colección de rhododendron de 12 acres (4.9 hectáreas ),
- Jardín de plantas nativas de Oregón.

El parque tiene una gran cantidad de senderos entrelazados apropiados para senderismo, ocio y observación de aves.